# Mike Hopkins
Mike Hopkins (Greytown, 12 de agosto de 1959 — 30 de dezembro de 2012) é um sonoplasta neozelandês. Venceu o Oscar de melhor edição de som na edição de 2003 por The Lord of the Rings: The Two Towers e na edição de 2006 por King Kong, ambos com Ethan Van der Ryn.